# Soure, Pará
Soure là một đô thị thuộc bang Pará, Brasil. Đô thị này có diện tích 3512,86 km², dân số năm 2007 là 21789 người, mật độ 6,2 người/km².